# Немешвамош
Немешвамош (на унгарски: Nemesvámos) е село в област Веспрем, западна Унгария. Населението му е 2801 души (по приблизителна оценка от януари 2018 г.).
Разположено е в Среднодунавската низина, на 5 km югозападно от центъра на град Веспрем и на 11 km северозападно от езерото Балатон.